# Surrão
O termo surrão origina-se da palavra francesa sarrau, e foi por longo tempo a alcunha utilizada para que se fizesse referência às sobre-cotas nas documentações medievais. Tal termo apresenta ainda corruptelas como çurame. Não obstante isto, o mesmo o objeto recebeu outros nomes ao longo de seu uso, tais como balandrau.
O surrão era um item de armadura medieval responsável pela proteção do corpo; o surrão era constituído de uma larga chapa forjada em ferro, que devia ser sobreposta no peito por cima de outra armadura, no caso a lóriga de malha.
O surgimento do surrão na indumentária cavaleiresca foi de certa forma uma retomada, com imperfeições e modificações, da antiga couraça.